# Cal Comabella (Artesa de Segre)
Cal Comabella és un conjunt del municipi d'Artesa de Segre (Noguera) que forma part de l'Inventari del Patrimoni Arquitectònic de Catalunya. La casa de Cal Comabella s'emplaça a la plaça Major d'Artesa de Segre, en el cor del barri d'origen medieval. Es tracta de dues cases particulars entre mitgeres, consistent en unvivendes unifamiliars amb els números 15 i 16 en el cadastre.

## Descripció
La façana d'ambdós immobles mostra una clara homogeneïtat en la planta baixa i la primera i segona planta, probablement pertanyents al moment inicial de construcció. El tercer i quart pis existents són clarament posteriors. En al número 15 s'observa una porxada que també es troba inclosa en la fitxa d'inventari 21969 Porxos del C/ Major, amb petits contraforts basals, afegits amb posterioritat a la construcció inicial. Al fons de la porxada s'observen dues entrades de factura moderna (aparcament i entrada a la casa). Per sobre de l'arc de la porxada, l'habitatge compta amb dos pisos originals, el primer de gran alçada amb dos balcons, un a cada costat del sortint del porxo, de gran finestra quadrada. El segon pis del n. 15, amb el mateix aparell constructiu, compta només amb una petita finestra quadrada per donar llum. Els pisos tercer i quart, moderns, compten amb tres finestres cadascun, unes amb arc de mig punt i les altres quadrangulars, de mida més petita.

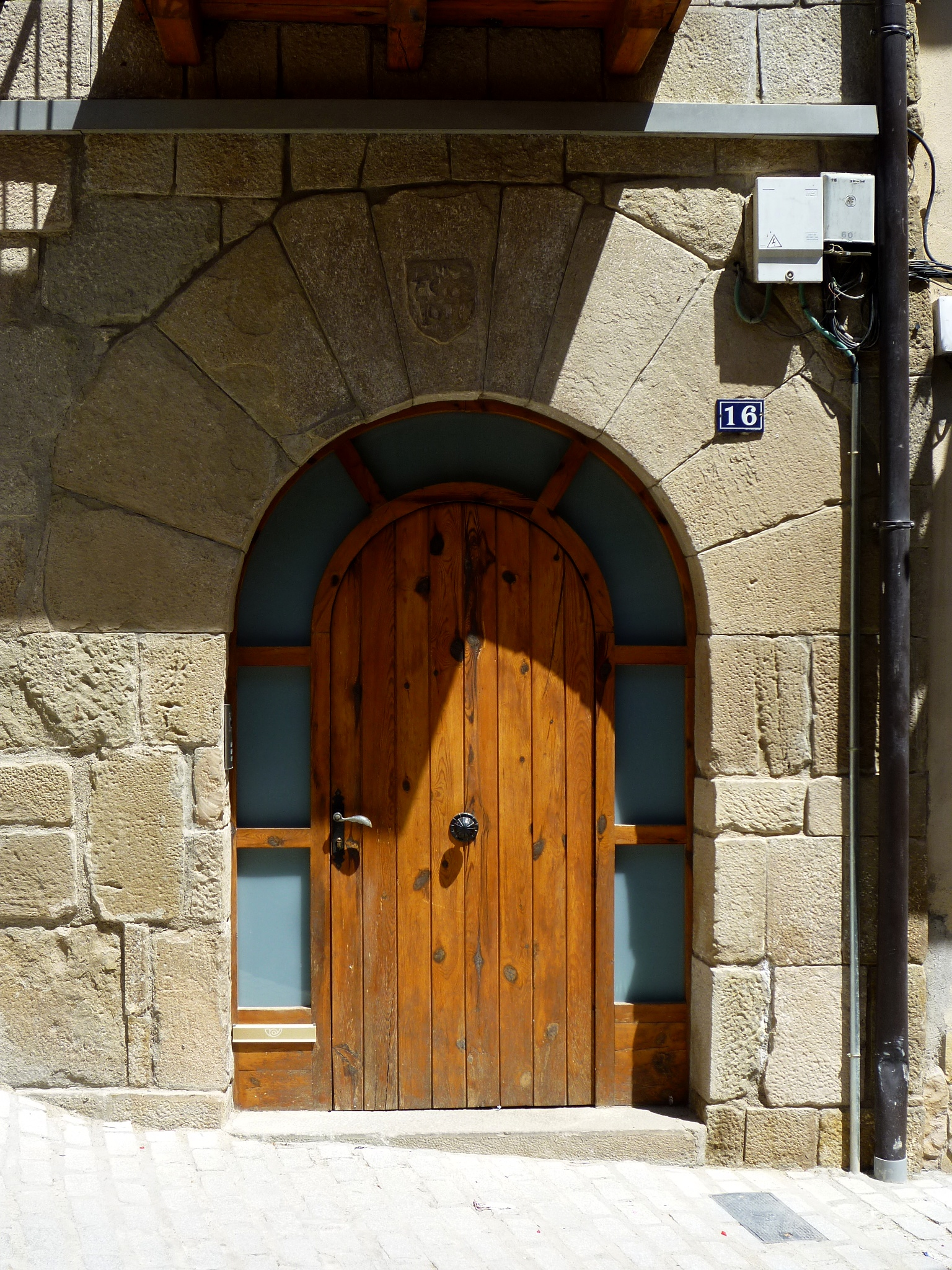
Portal de cal Comabella

La façana del número 16 compta amb una planta baixa amb una porta adovellada en arc de mig punt, amb una inscultura a la clau que no es pot identificar. També s'hi troba una entrada moderna de l'aparcament. La primera planta compta dues balconades grans per sengles finestres, mentre que el tercer en mostra una de sola, allargada, per també dues sortides a l'exterior. Tot i que l'aparell constructiu és antic i probablement l'original, les obertures actuals semblen realitzades recentment.
La teulada d'ambdós immobles són modernes, donat que l'edifici té l'aparença exterior d'estar bastant restaurat.
Tot i que actualment sembla comprendre dos habitatges, els números 15 i 16 de la plaça Major, Cal Comabella, tenen un aparell constructiu exacte, amb blocs regulars de mida gran, sense arrebossar. A més, s'hi documenta la presència de pedra treballada com llindes i escopidors.
Segons la fitxa d'inventari arquitectònic anterior d'aquest element, a la clau de la porta adovellada s'hi podia llegir l'any, 1677.